# Hymenophyllum bontocense
Hymenophyllum bontocense är en hinnbräkenväxtart som beskrevs av Edwin Bingham Copeland. Hymenophyllum bontocense ingår i släktet Hymenophyllum och familjen Hymenophyllaceae. Inga underarter finns listade.